# Клітинний цикл

Схематичне зображення клітинного циклу. G1, S, G2 — фази, I — інтерфаза, M — Мітоз чи Мейоз

Фази мітозу: профаза, прометафаза, метафаза, анафаза, телофаза. Завершується процес цитокінезом — поділом цитоплазми. Інтерфаза значно довша за мітоз. Якщо клітина більше не ділиться а є кінцево-диференційованою, вона переходить у G0 фазу.

Клітинний цикл — це проміжок часу від моменту виникнення ядерної клітини до її загибелі або до наступного поділу, тобто серія подій між одним поділом клітини і наступним. Це процес, завдяки якому одна клітина (така як запліднена яйцеклітина) розвивається у сформований організм, і процес, завдяки якому відновлюються волосся, шкіра, клітини крові, а також деякі внутрішні органи. Спеціалізовані форми клітинного поділу відповідають за клітинну диференціацію протягом ембріогенезу і морфогенезу, а також за підтримку стовбурових клітин протягом життя дорослого організму.
Клітинний цикл складається з чотирьох фаз: фази G1, S-фази, G2-фази (ці три фази також відомі під назвою інтерфаза) і М-фази. М-фаза сама по собі складається з двох тісно пов'язаних процесів: мітозу, коли хромосоми клітини розподіляються між двома дочірніми клітинами, і цитокінезу, коли цитоплазма клітини фізично розділяється. Клітини, що тимчасово припинили ділитися, входять у фазу спокою, так звану G0 фазу. У той самий час клітини, що назавжди припинили поділ через вік або через накопичення пошкоджень у ДНК, називаються старими. Деякі клітини у дорослому організмі, такі як паренхімальні клітини печінки чи нирок, входять у G0-фазу майже назавжди. Вони можуть почати поділ знову тільки за дуже специфічних обставин; інші типи клітин, такі як клітини епітелію, продовжують ділитися протягом усього життя організму.
Вид тканини, до якого належить клітина, зумовлює характер цього циклу в багатоклітинному організмі. В оновлюваних тканинах (епітелій кишок, кістковий мозок, шкіра) 80 % клітин постійно перебувають у мітотичному циклі, а 20 % виходять із циклу, диференціюються та починають виконувати свої специфічні функції.[джерело?] В інших тканинах це співвідношення може бути іншим, наприклад, у печінці й нирках тільки 5-10 % клітин безперервно діляться, а інші виходять з мітотичного циклу й спеціалізуються.
Молекулярні процеси, що відбуваються протягом клітинного циклу, є послідовними. Неможливе «повернення» клітинного циклу у протилежний бік. Існує два ключові класи регуляторних молекул, що спрямовують клітинний цикл: це цикліни і циклін-залежні кінази. Л. Хартвелл (Leland H. Hartwell), Р. Хунт (R. Timothy Hunt) і П. Нерз (Paul M. Nurse) отримали Нобелівську Премію в галузі Медицини і Фізіології 2001 року за відкриття цих центральних молекул у регуляції клітинного циклу.

## Фази клітинного циклу
Хоча різні стадії інтерфази не завжди можна розрізнити за морфологією клітини, кожна фаза відрізняється від інших набором біохімічних реакцій, які готують клітину до поділу. Термін «пост-мітотичний» часом уживають як для клітин у стадії спокою, так і для старих клітин. Клітини багатоклітинних еукаріот, коли не діляться, звичайно знаходяться у спокої, у фазі G0, у яку потрапили з фази G1, і можуть залишатися у спокої досить довгий час, навіть невизначено довгий (як здебільшого це відбувається з нейронами). Це досить звична картина для клітин, що остаточно диференційовані. Клітинне ж старіння — це відповідь на пошкодження ДНК або деградацію, що робить нащадків клітини нежиттєздатними. Це просто біохімічна альтернатива саморуйнуванню пошкодженої клітини — апоптозу.

### Мітоз
| Складові стадії         | Суть складових стадій | Значення в цілому |
| ----------------------- | --- | --- |
| Профаза 2n4c            | Спіралізація ДНК, утворення подвійних (профазних) хромосом, перехід ядерного матеріалу в хромосоми, руйнування ядерної оболонки                                         | Збільшення кількості клітин і рівномірний розподіл генетичного матеріалу між двома дочірніми клітинами (загалом — процес утворення двох дочірніх клітин, ідентичних материнській клітині — відновлення тканин у процесі їхнього старіння) |
| Метафаза 2n4c           | Розміщення подвійних (метафазних) хромосом по екватору, прикріплення хромосом центромерами до ахроматинових ниток, поздовжнє розщеплення хромосом, подвоєння центріолей | Збільшення кількості клітин і рівномірний розподіл генетичного матеріалу між двома дочірніми клітинами (загалом — процес утворення двох дочірніх клітин, ідентичних материнській клітині — відновлення тканин у процесі їхнього старіння) |
| Анафаза 2n4c            | Руйнування центромерних зв'язок, розходження одинарних (анафазних) хромосом до полюсів, додаткове розходження полярних зон веретена поділу                              | Збільшення кількості клітин і рівномірний розподіл генетичного матеріалу між двома дочірніми клітинами (загалом — процес утворення двох дочірніх клітин, ідентичних материнській клітині — відновлення тканин у процесі їхнього старіння) |
| Телофаза/Цитокінез 2c2c | Деспіралізація хромосом, формування оболонки ядер і ядерця, поділ цитоплазми (цитокінез) та руйнування веретена поділу                                                  | Збільшення кількості клітин і рівномірний розподіл генетичного матеріалу між двома дочірніми клітинами (загалом — процес утворення двох дочірніх клітин, ідентичних материнській клітині — відновлення тканин у процесі їхнього старіння) |

### Мейоз
| Складові стадії | Суть складових стадій | Значення в цілому |
| --------------- | --- | --- |
| Профаза I       | Потовщення, спіралізація, потім — зближення та розміщення поруч гомологічних хромосом (кон'юнгація; внаслідок цього можливий кросинговер) У кінці руйнується ядерна оболонка, утворюється веретено поділу та відбувається попарне переміщення хромосом до екватора клітини | Забезпечення поділу статевих клітин (утворення чотирьох гамет з гаплоїдним набором хромосом з вихідної материнської клітини з диплоїдним набором хромосом) |
| Метафаза I      | Попарне становлення над і під площиною екватора гомологічних хромосом | Забезпечення поділу статевих клітин (утворення чотирьох гамет з гаплоїдним набором хромосом з вихідної материнської клітини з диплоїдним набором хромосом) |
| Анафаза I       | Розходження гомологічних хромосом до полюсів клітини (кількість генетичного матеріалу зменшується вдвічі) | Забезпечення поділу статевих клітин (утворення чотирьох гамет з гаплоїдним набором хромосом з вихідної материнської клітини з диплоїдним набором хромосом) |
| Телофаза I      | Утворюються дві клітини або два ядра з гаплоїдним набором хромосом, початок другого поділу | Забезпечення поділу статевих клітин (утворення чотирьох гамет з гаплоїдним набором хромосом з вихідної материнської клітини з диплоїдним набором хромосом) |
| Профаза II      | Схожий до профази мітозу та найчастіше не відбувається | Забезпечення поділу статевих клітин (утворення чотирьох гамет з гаплоїдним набором хромосом з вихідної материнської клітини з диплоїдним набором хромосом) |
| Метафаза II     | Перехід гомологічних хромосом, які складаються з двох хроматид, до екватора клітини | Забезпечення поділу статевих клітин (утворення чотирьох гамет з гаплоїдним набором хромосом з вихідної материнської клітини з диплоїдним набором хромосом) |
| Анафаза II      | Розходження хроматид до протилежних полюсів | Забезпечення поділу статевих клітин (утворення чотирьох гамет з гаплоїдним набором хромосом з вихідної материнської клітини з диплоїдним набором хромосом) |
| Телофаза II     | Схожа до телофази мітозу: утворення чотирьох клітин з гаплоїдним набором хромосом | Забезпечення поділу статевих клітин (утворення чотирьох гамет з гаплоїдним набором хромосом з вихідної материнської клітини з диплоїдним набором хромосом) |

### Амітоз
| Складові стадії                                                                | Суть складових стадій | Значення в цілому |
| ------------------------------------------------------------------------------ | --- | --- |
| Одна стадія зумовлює поділ ядра спеціалізованих тканин, приречених на загибель | Поділ ядра, та, іноді, цитоплазми, без утворення хромосом та веретена поділу; приблизне розподілення хромосомного набору | Збільшення кількості клітин, утворення багатоядерних клітин та нерівномірний розподіл матеріалу кожної хромосоми між дочірніми клітинами (спеціалізація клітин) |

### Інтерфаза
| Складові стадії                | Суть складових стадій                                                               | Значення в цілому                                                                     |
| ------------------------------ | ----------------------------------------------------------------------------------- | ------------------------------------------------------------------------------------- |
| Пресинтетичний період G1 фаза  | Інтенсивний синтез білка та ріст клітини                                            | Зумовлює умови для періоду між поділами клітин (загалом — період між поділами клітин) |
| Синтетичний період S-фаза      | Редуплікація ДНК, синтез білків хромосом, потовщення хромосом                       | Зумовлює умови для періоду між поділами клітин (загалом — період між поділами клітин) |
| Постсинтетичний період G2 фаза | Інтенсивна підготовка до мітозу                                                     | Зумовлює умови для періоду між поділами клітин (загалом — період між поділами клітин) |
| Кінцева диференціація G0 фаза  | Клітини виходять з клітинного циклу і постійно залишаються в інтерфазі, без поділу. | Клітини виконують свої функції. Прикладами таких клітин є нейрони, кардіоміоцити.     |

## Цикліни і циклін-залежні кінази
Цикліни і циклін-залежні кінази, Cyclins and cyclin-dependent kinases (CDKs), це два класи молекул, необхідних для регуляції клітинного циклу. Цикліни формують регуляторну субчастину, а кінази — каталітичну субчастину активованого гетеродимеру. Цикліни не мають ферментативної активності самі по собі, тоді як циклін-залежні кінази не можуть бути активними без взаємодії з циклінами. У стані гетеродимеру з циклінами циклін-залежні кінази каталізують звичайну біохімічну реакцію — фосфорилювання. Зазвичай, залишок фосфорної кислоти відщеплюється від молекули АТФ (гамма-фосфат у цьому випадку) і переноситься на білок-мішень, що призводить до активації чи дезактивації цієї мішені. Завдяки цьому направляється перехід клітини до наступної фази клітинного циклу.
Більшість із тих генів, що кодують цикліни і циклін-залежні кінази, є консервативними у всіх еукаріотів. Проте, як правило, у складнішого організму і система регуляції клітинного циклу є складнішою. Більшість генів, пов'язаних із клітинним циклом, була вивчена на дріжджах, особливо на Saccharomyces cerevisiae. Номенклатура генів у цих організмів складалася таким чином: до cdc (тобто цикл клітинного поділу, «cell division cycle»), додавали якийсь ідентифікаційний номер. Наприклад, cdc25.
Таким чином, одна і та ж молекула може бути представлена у вигляді гомологів у досить різних організмах. При цьому, деякі організми можуть уживати одну й ту ж молекулу для різних цілей, можуть комбінувати різні функції в одній молекулі.
Після одержання про-мітотичного сигналу ззовні (екстраклітинний сигнал) G1 комплекс циклін — циклін-залежна кіназа активується і готує клітину до S-фази, забезпечуючи експресію транскрипційних факторів, які, у свою чергу, забезпечують експресію циклінів S-фази і білків, необхідних для реплікації ДНК. G1 комплекс циклін — циклін-залежна кіназа також забезпечує деградацію білків — інгібіторів переходу до S-фази шляхом убіквітинування. Білки, після приєднання до них молекул убіквітину, стають мішенню для протеасоми — комплексу білків, що забезпечує протеолітичну деградацію, або протеоліз. Активований комплекс циклін — циклін-залежна кіназа також фосфорилює білки, з яких складається пре-реплікаційний комплекс G1-фази на оріджинах реплікації ДНК, тобто на тих місцях ДНК, з яких, власне, і починається процес реплікації. Фосфорилювання тут має дві мети: перше — це перетворити неактивний пре-реплікаційний комплекс на активний, і друге — це запобігти формуванню нових пре-реплікаційних комплексів. Завдяки цьому кожна частина геному клітини буде реплікована (подвоєна) один і тільки один раз. Останнє є дуже важливим для наступних поколінь клітин. Звичайно, дочірні клітини, у яких не буде частини геному, скоріше за все, помруть. Але й мутації, викликані більш ніж одним поділом якоїсь частини геному, скоріше, будуть шкідливими.
Мітотичні комплекси циклін — циклін-залежна кіназа, які були синтезовані протягом S-фази і G2-фази, але знаходилися у неактивованому стані до власне стадії мітозу, забезпечують ініціацію мітозу, стимулюючи білки, які відповідають за конденсацію хромосом і формування мітотичного веретена. Важливим білковим комплексом, що активується у цей час, є убіквітин-лігаза, відома як комплекс, що забезпечує анафазу (анафаза — одна зі стадій мітозу). Ця убіквітин-лігаза забезпечує, у свою чергу, деградацію структурних білків, які пов'язані з хромосомним кінетохором. Цей убіквітин-лігазний комплекс також забезпечує деградацію мітотичних циклінів, і, таким чином, перехід до телофази мітозу і цитокінезу.